# The Coup
The Coup je osmá epizoda amerického televizního muzikálového seriálu Smash. Tato epizoda se poprvé vysílala dne 26. března 2012 na americkém televizním kanálu NBC.

## Děj epizody
Tvůrčí tým muzikálu se srovnává s tím, co se stalo s muzikálem po workshopu. Režisér muzikálu, Derek (Jack Davenport) požádá Karen (Katharine McPhee), aby mu pomohla s předváděním nové písně, která je pro autory muzikálu překvapením. Eileenina (Anjelica Huston) a Jerryho (Michael Cristofer) dcera Katie (Grace Gummer) je překvapí svou nečekanou návštěvou.

## Seznam písní
- "Three Little Birds"
- "Dance to the Music"
- "Touch Me"

## Natáčení
Mezi hosty v této epizodě patří předně Grace Gummer jako "Mahatma" Katie Rand, dcera Eileen a Jerryho. Dále frontman skupiny OneRepublic, Ryan Tedder, který hrál sám sebe a Michael Cristofer jako Eileenin již odcizený manžel, Jerry Rand.
Mezi hudební vystoupení v této epizodě patří původní píseň "Touch Me", kterou nazpívala Katharine McPhee a složili ji Ryan Tedder, Brent Kutzle, Bonnie McKee a Noel Zancanella. Producentem písně je taktéž Ryan Tedder. Mezi další písně, které v epizodě zazní je coververze od Briana D'Arcyho Jamese písně "Three Little Birds", původně od Boba Marleyho & the Wailers a coververze od Megan Hilty písně od Sly and the Family Stone, s názvem "Dance to the Music". Pouze druhá píseň byla vydána jako singl na iTunes.

## Sledovanost
Epizodu v den vysílání sledovalo 6,14 milionů amerických diváků a získala rating 2,1/5.